# 4. konjeniški polk (Italija)
4. konjeniški polk Genova Cavalleria  je konjeniški polk (Kraljeve) Italijanske kopenske vojske.